# 개품산적화물

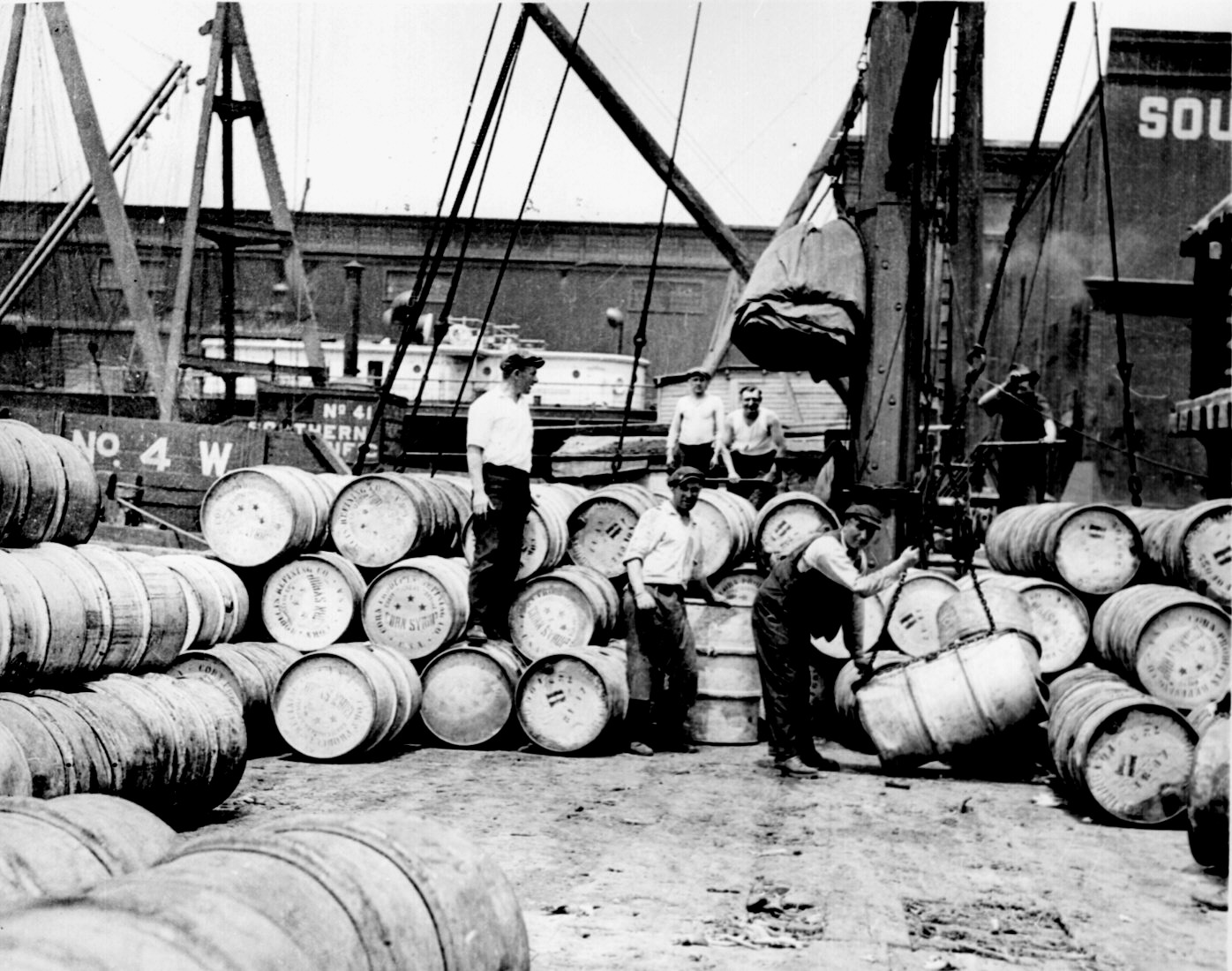
1912년 허드슨강 바지선에서 옥수수 시럽 배럴을 하역하는 부두 노동자들.

개품산적화물(個品散積貨物, break bulk cargo)은 컨테이너를 이용한 협동일관운송 화물도 아니고, 그렇다고 산적화물도 아닌 종류의 화물을 말한다. 일반화물(一般貨物, general cargo)이라고도 하며, 이런 화물을 싣는 화물선은 일반화물선(general cargo ship)이라고 한다.
개품산적(個品散積, breaking bulk)이란 산적화물의 일부분을 개별로 떼어냈다는 의미로, 산적화물처럼 배 하나를 통째로 싣고 가는 것이 아니라 개별 용기에 포장해서 운송하는 것이다. 가방, 골판지 상자(box), 나무상자(crate), 드럼통, 배럴 등이 그 용기로 사용된다. 적재시 화물 보호 및 운반의 편리를 위해 파렛트 같은 것도 사용한다. 단 현대에 들어 개발되어 대세가 된 컨테이너는 이에 포함하지 않는다.
개품산적을 하는 이유는 배에서 하역한 화물을 트럭 따위 다른 운송수단으로 옮겨싣기 위함이다. 오랫동안 개품산적화물은 해운사상 가장 흔한 화물 형태였지만, 1960년대 말 컨테이너화가 대세가 되면서 지분이 크게 줄어들었다. 컨테이너 화물은 전통적 개품산적화물에 비해 상하차가 효율적이고 또한 절도나 파손의 위협으로부터도 안전한 장점이 있다.